# Монте Карло
Монте Карло (фр. Monte Carlo, моначански: Monte-Carlu, оксит. Montcarles) је једно од најбогатијих места у Европи, а налази се у Монаку. У свету је познат по својим казинима, коцкању, гламуру и асоцира на место у коме познати и богати проводе одмор.
Данас представља једну од водећих туристичких дестинација у Европи и као такав, осим комплекса казина који је настао крајем 19. века, поседује и оперу, балетску дворану као и одређен број отмених хотела и клубова. У Монте Карлу се налази највећи део стазе „Круг Монака” на којој се одржава Велика награда Монака Формуле 1, у овом граду се одржавају и друге манифестације као што су Светски шампионат у боксу, разни модни догађаји итд.